# Куватово (Баймакский район)
Куватово (баш. Ҡыуат) — деревня в Абдулкаримовском сельсовете Баймакского района Республики Башкортостан России.

## История
Деревня возникла в конце XVIII в. К 1816 г. она насчитывала 31 двор с 200 жителями. VIII ревизия зафиксировала 705 человек. В 1859 г. в Куватове было 434 жителя.
44 пуда озимого и 1220 пудов ярового хлеба, таков объём посева куватовцев в 1842 г.
Деревня носит имя старшины Тангаурской волости Кувата Асанова. Он участник Пугачевского восстания. В опубликованных «Материалах по истории Башкирской АССР» Куват упоминается дважды: в 1779 и в 1789 гг., в это время он продолжал старшинствовать. Один из его сыновей Исянгильды пропал без вести в 1814 г. (его дети Исянгул, Мухаметшариф). С 1759 года рождения Кужаш и с 1781 года рождения Аблай Куватовы жили в родной деревне.
В 1815 г. к д. Куватово были причислены татары Нигматулла и Калимулла Рахматуллины, выходцы из Орской крепости.
Все перечисленные деревни Бурзянской, Карагай-Кипчакской и Тангаурской волостей были основаны башкирами-вотчинниками. Население их в этническом отношении было однородное: башкиры.

## Население
| 2002 | 2009 | 2010 |
| ---- | ---- | ---- |
| 239  | ↘207 | ↘198 |

Согласно переписи 2002 года, преобладающая национальность — башкиры (99 %).

## Географическое положение
Расстояние до:
- районного центра (Баймак): 42 км,
- центра сельсовета (Абдулкаримово): 2 км,
- ближайшей железнодорожной станции (Сибай): 83 км.

Находится на левом берегу реки Сакмары.